# Uebigau-Wahrenbrück
Uebigau-Wahrenbrück es una ciudad situada en el distrito de Elba-Elster, en Brandeburgo (Alemania). Tiene una población estimada, a fines de 2021, de 5178 habitantes.